# Tengai Makyō: Ziria
Tengai Makyou: Ziria (天外魔境 ZIRIA, Tengai Makyō Jiraia), aussi connu sous le nom de Far East of Eden: Ziria, est un jeu vidéo de rôle sorti en 1989, édité par Hudson Soft sur PC Engine CD-ROM². C'est le premier jeu de la série Tengai Makyo (Far East of Eden), et suit une histoire basée sur la légende de Jiraiya. Le jeu était populaire au Japon grâce à sa sortie sous format CD-ROM, ce qui en faisait un jeu volumineux pour son époque, rempli de cinématiques doublées.

## Système de jeu
Tengai Makyou : Ziria est un jeu de rôle de 1989.
Les mécanismes de jeu de base suivent un modèle introduit dans les premiers jeux Dragon Quest et Phantasy Star.
Le joueur dirige Ziria et d'autres personnages qui le rejoignent au fil de l'aventure sur une carte du monde en vue de dessus, visitant des villes pour se reposer et acheter des provisions, et affrontant des ennemis qui apparaissent aléatoirement dans des combats au tour par tour vus à la première personne. Chaque personnage utilise des types d'armes et d'équipements qui lui sont propres. Les sorts magiques ne peuvent pas être achetés ou appris automatiquement en montant de niveau ; ils doivent être recherchés dans des lieux spécifiques, souvent non obligatoires pour progresser dans l'histoire.

## Synopsis
Il y a longtemps, les humains vivaient dans un paradis, le Jardin d'Éden. Cependant, les courageux et audacieux membres du Clan du Feu furent bannis d'Éden et durent chercher refuge sur Terre. Ils y construisirent leur propre paradis, une terre qu'ils appelèrent plus tard Jipang. Mais le démon maléfique Masakado voulut détruire Jipang, et le Clan du Feu le combattit et le vainquit. De nos jours, un jeune voleur nommé Ziria découvre qu'il est un descendant du Clan du Feu. Il doit maintenant retrouver les autres membres du clan et empêcher les adeptes de Masakado de ressusciter leur maître démoniaque.

## Développement
Tengai Makyou : Ziria a été co-développé par Hudson Soft et Red Company.

## Sortie
Le jeu a été réédité pour les téléphones portables japonais dans les années 2000.
Un remake Xbox 360 Tengai Makyou: Ziria – Haruka naru Jipang (天外魔境 ZIRIA～遥かなるジパング～)  est sorti en 2006.

## Réception
Le jeu a reçu une critique positive du magazine PC Engine Fan, qui lui a attribué une note de 25,67 sur 30.